# Горњане
Горњане је насељено место града Бора у Борском округу. Према попису из 2022. био је 731 становник (према попису из 2011. било је 930 становника).

## Географија
Горњане је село на северу града Бора, удаљено од Бора 27 километара. Смештено је на Горњанској висоравни око које се уздижу планине Стол, Велики крш, Мали крш и Дели Јован. Површина села је 9.034 хектара. На северу се граничи са Рудном Главом и Црнајком, на западу са Влаолом, на истоку са Луком и Тандом, а на југу са Бучјем и Кривељем. Просечна надморска висина села је 450 m. Село има 14 заселака: Црквенац, Балта Маре, Крушар, Фундоње, Думбрава, Визак, Краку Флореску, Велика Кулма, Мала Кулма, Селиште, Србулешти, Манастир, Гарван и Прекокрш.

## Историја
Село Горњане се први пут помиње 1524. године под називом Горњан. Исте године област Пореча потпада под турску власт и у попису се спомињу чак осам насеља на простору данашњег Горњана: Горњан, Љубова, Грешница, Видориште, Клоковац, Црквенац, Лозовица и Доброснице. Некадашње село налазило се на обалама Љубовске реке која је представљала границу између Смедеревског и Видинског санџака. Данас се тај део села зове Старо село. 1839. село је доживело велику штету у поплавама, због чега је нова локација села изабрано ван речних токова, а селу је помогао и Милош Обреновић. 1900. године је у селу изграђена црква Свете Тројице.

### Локалитет Манастириште
Локалитет „Манастириште” са остацима цркве налази се у подножју превоја Врата (Врац) на споју планина Велики крш и Мали крш. Удаљен је 2 km од Горњана. Поузданих података о настанку и животу манастира нема. Сматра се да је манастир настао у 16. или 17. веку и може се сврстати у групу храмова тзв. обновљеног рашког типа. Црква је дуга 14 m, а широка 8 m. Приликом археолошких истраживања нађена су и два гроба без прилога.

## Демографија
Према попису из 2022. у Горњану живи 731 становник што је за 199 мање (-21,40%) у односу на попис из 2011. када је било 930 становника. У насељу има 630 пунолетних становника, а просечна старост становништва износи 49,91 година (49,48 код мушкараца и 50,36 код жена).
Према подацима пописа из 2022. у насељу има 275 домаћинства, а просечан број чланова по домаћинству је 2,66, а према попису из 2002. у насељу има 369 домаћинстава, а просечан број чланова по домаћинству је 3,02.
Ово насеље је углавном насељено Власима (према попису из 2002. године), а од 1961. континуирано се бележи пад у броју становника.
|             | \| Демографија[5] \| Демографија[5] \| Демографија[5] \| \| Година \| Становника \| Становника \| \| -------------- \| -------------- \| -------------- \| \| 1948. \| 2.061 \| \| \| 1953. \| 2.126 \| \| \| 1961. \| 2.093 \| \| \| 1971. \| 1.875 \| \| \| 1981. \| 1.705 \| \| \| 1991. \| 1.446 \| 1.446 \| \| 2002. \| 1.114 \| 1.115 \| \| 2011. \| 930 \| \| \| 2022. \| 731 \| \| |            |
| Демографија | |            |
| Година      | Становника | Становника |
| 1948.       | 2.061 |            |
| 1953.       | 2.126 |            |
| 1961.       | 2.093 |            |
| 1971.       | 1.875 |            |
| 1981.       | 1.705 |            |
| 1991.       | 1.446 | 1.446      |
| 2002.       | 1.114 | 1.115      |
| 2011.       | 930 |            |
| 2022.       | 731 |            |

| Етнички састав према попису из 2002.‍ | Етнички састав према попису из 2002.‍ | Етнички састав према попису из 2002.‍ | Етнички састав према попису из 2002.‍ | Етнички састав према попису из 2002.‍ |
| ------------------------------------ | ------------------------------------ | ------------------------------------ | ------------------------------------ | ------------------------------------ |
|                                      |                                      |                                      |                                      |                                      |
| Власи                                | Власи                                |                                      | 905                                  | 81,23%                               |
| Срби                                 | Срби                                 |                                      | 193                                  | 17,32%                               |
| Румуни                               | Румуни                               |                                      | 1                                    | 0,08%                                |
| Непознато                            | Непознато                            |                                      | 4                                    | 0,35%                                |

| Етнички састав према попису из 2022.‍ | Етнички састав према попису из 2022.‍ | Етнички састав према попису из 2022.‍ | Етнички састав према попису из 2022.‍ | Етнички састав према попису из 2022.‍ |
| ------------------------------------ | ------------------------------------ | ------------------------------------ | ------------------------------------ | ------------------------------------ |
|                                      |                                      |                                      |                                      |                                      |
| Власи                                | Власи                                |                                      | 420                                  | 57,46%                               |
| Румуни                               | Румуни                               |                                      | 146                                  | 19,97%                               |
| Срби                                 | Срби                                 |                                      | 128                                  | 17,51%                               |
| Непознато                            | Непознато                            |                                      | 18                                   | 2,46%                                |
| Неизјашњени                          | Неизјашњени                          |                                      | 19                                   | 2,60%                                |

| Година пописа     | 1948. | 1953. | 1961. | 1971. | 1981. | 1991. | 2002. |
| ----------------- | ----- | ----- | ----- | ----- | ----- | ----- | ----- |
| Број домаћинстава | 482   | 481   | 505   | 491   | 473   | 423   | 369   |

| Број чланова      | 1  | 2   | 3  | 4  | 5  | 6  | 7  | 8 | 9 | 10 и више | Просек |
| ----------------- | -- | --- | -- | -- | -- | -- | -- | - | - | --------- | ------ |
| Број домаћинстава | 71 | 104 | 74 | 50 | 27 | 28 | 13 | 1 | 0 | 1         | 3,02   |

| Пол    | Укупно | Неожењен/Неудата | Ожењен/Удата | Удовац/Удовица | Разведен/Разведена | Непознато |
| ------ | ------ | ---------------- | ------------ | -------------- | ------------------ | --------- |
| Мушки  | 499    | 123              | 309          | 39             | 28                 | 0         |
| Женски | 484    | 49               | 312          | 105            | 17                 | 1         |
| УКУПНО | 983    | 172              | 621          | 144            | 45                 | 1         |

| Пол    | Укупно                    | Пољопривреда, лов и шумарство | Рибарство                            | Вађење руде и камена | Прерађивачка индустрија       |
| ------ | ------------------------- | ----------------------------- | ------------------------------------ | -------------------- | ----------------------------- |
| Мушки  | 433                       | 297                           | 0                                    | 56                   | 27                            |
| Женски | 420                       | 409                           | 0                                    | 1                    | 0                             |
| УКУПНО | 853                       | 706                           | 0                                    | 57                   | 27                            |
| Пол    | Производња и снабдевање   | Грађевинарство                | Трговина                             | Хотели и ресторани   | Саобраћај, складиштење и везе |
| Мушки  | 9                         | 2                             | 6                                    | 2                    | 7                             |
| Женски | 0                         | 1                             | 3                                    | 1                    | 0                             |
| УКУПНО | 9                         | 3                             | 9                                    | 3                    | 7                             |
| Пол    | Финансијско посредовање   | Некретнине                    | Државна управа и одбрана             | Образовање           | Здравствени и социјални рад   |
| Мушки  | 0                         | 5                             | 4                                    | 3                    | 0                             |
| Женски | 0                         | 0                             | 0                                    | 2                    | 3                             |
| УКУПНО | 0                         | 5                             | 4                                    | 5                    | 3                             |
| Пол    | Остале услужне активности | Приватна домаћинства          | Екстериторијалне организације и тела | Непознато            | Непознато                     |
| Мушки  | 8                         | 0                             | 0                                    | 7                    | 7                             |
| Женски | 0                         | 0                             | 0                                    | 0                    | 0                             |
| УКУПНО | 8                         | 0                             | 0                                    | 7                    | 7                             |

## Спортски клубови
- ФК Горњане

## Галерија
- Горњане
- Горњане центар села
- Горњане Манастириште 1
- Горњане Манастириште 2
- Горњане споменик ученицимаНОБ
- Црква Свете Тројице
- Горњане панорама центра села
- Горњане поглед на центар села
- Горњане, споменик изгинулим словеначким инжењерима-градитељима ХЕ "Ђердап I“ у авионској несрећи 1967. год.